# Kharijiter

Karta av andra fitnan (andra muslimska inbördeskriget) år 686, som visar i gult var kharijiternas riktningar Azariqa och Najdat hade kontroll.

Kharijiter eller Khawarijer (arabiska: خوارج, khawārij, singularis khārijī, "de som utträder", de som lämnar", ”separatister”) kallades medlemmarna av en islamisk sekt i södra Mesopotamien, med centrum i Basra, under det sena 600-talet och tidiga 700-talet. Sekten var avskild från såväl sunniter som shiiter.

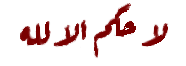
Kharijiternas slogan "Domen tillhör endast Gud" (arabiska la hukma illa lillah). Detta var slagordet för de som opponerade sig mot Ali ibn Abi Talibs val att förlika med Muawiya under slaget vid Siffin.

Sekten, främst av medlemmar av stammen Tamim (Banu Tamim), bildades under åren av kamp om politisk hegemoni som följde efter profeten Muhammeds död. Mordet på den tredje kalifen Uthman utfört av myterister 656 följdes av en maktkamp mellan Ali och Uthmans släkting Muawiya I. Anhängare från båda sidor möttes 657 i slaget vid Siffin där omkring 12 000 kharijiter deltog i Alis armé. De lämnade dock hans armé för att bekämpa de båda stridande parterna. De besegrades senare av Ali själv i slaget vid Nahrawan. Kharijiterna överlevde dock som grupp, och en av dem utförde mordet på Ali 661. Kharijiterna hade blivit missnöjda med att Ali gått med på en skiljedom, en skiljedom som de ansåg gynnade Muawiya I. 

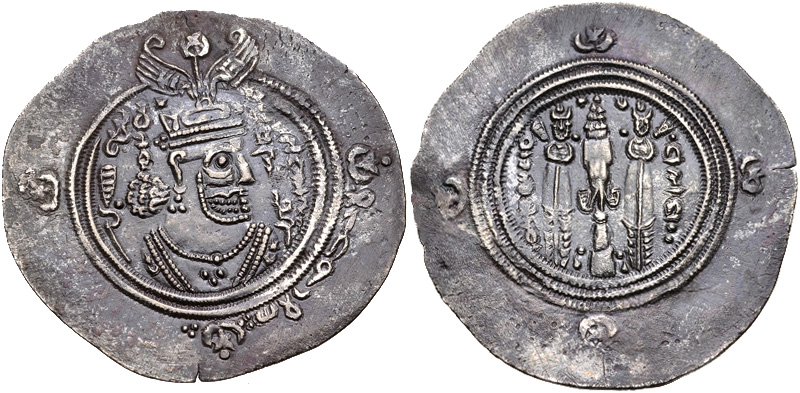
Mynt som tillverkats mellan år 694 och 695 av den kharijitiske Azariqa-ledaren Qatari ibn Fuja'a. Kharijiternas slogan la hukma illa lillah kan läsas till vänster på bilden, nere till höger vid kanten.

Den kharijitiska teologin var radikal och fundamentalistisk och ställde krav på en kompromisslös efterlevnad av deras tolkning av Koranens lära. De mest extrema kharijiterna betraktade alla moderata muslimer som otrogna kafirer och hycklare som kunde dödas ostraffat (en sed som brukar kallas takfir). Kharijiterna bannlyste alla som begick "grova synder". Kharijiterna menade att bara de mest puritanska medborgarna skulle tillåtas ha politisk makt, något som ledde till att sekten under hela sin existens var politiskt splittrad. 
Med tiden blev emellertid kharijiterna mer pragmatiska och mer toleranta mot islams huvudfåra. Deras huvudstad Basra blev 690-730 ett viktigt teologiskt centrum som attraherade de många som ville göra uppror mot det sunnitiska kalifatet. De inspirerade många muslimska utbrytningar som rustamiderna och midrariterna (?) och andra uppror i maghrebområdet.
Den "kharijitiska" sekt som fortfarande existerar, ibaditerna, förkastar den kharijitiska etiketten andra vill ge den. De utgör en betydande del av befolkningen i Oman och det finns små grupper i Mzab-området i Algeriet, ön Jarba i Tunisien och Nafusabergen i Libyen.
Under modern tid brukar terroristgrupper som propagerar för takfir ibland kallas nykharijiter, till exempel Groupe Islamique Armée i Algeriet och Takfir wal-Hijra i Egypten. Även gruppen al-Qaida, ledd av Usama bin Ladin, kan ibland i arabisk media framställas som kharijiter/nykharijiter. al-Qaida själva anser sig inte vara kharijitliknande trots att de, liksom kharijiterna, anklagar andra muslimer för att vara otrogna (kafirer). 